# Lispe setuligera
Lispe setuligera este o specie de muște din genul Lispe, familia Muscidae, descrisă de Stein în anul 1911. Conform Catalogue of Life specia Lispe setuligera nu are subspecii cunoscute.